# Nuoto ai campionati europei di nuoto 2016 - 100 metri dorso maschili
La gara dei 100 metri dorso maschili degli Europei 2016 si è svolta il 16 e il 17 maggio 2016. Il 16 maggio si sono svolte batterie (al mattino) e semifinali (al pomeriggio), mentre la finale nel pomeriggio del giorno seguente.

## Podio
| Pos.    | Atleta                             | Nazione       |
| ------- | ---------------------------------- | ------------- |
| Oro     | Camille Lacourt                    | Francia       |
| Argento | Grigorij Tarasevič                 | Russia        |
| Bronzo  | Simone Sabbioni Apostolos Christou | Italia Grecia |

## Record
Prima della manifestazione il record del mondo (RM), il record europeo (EU) e il record dei campionati (RC) erano i seguenti.
| Record mondiale       | 51"94 | Aaron Peirsol   | 8 luglio 2009 Indianapolis |
| Record europeo        | 52"11 | Camille Lacourt | 10 agosto 2010 Budapest    |
| Record dei campionati | 52"11 | Camille Lacourt | 10 agosto 2010 Budapest    |

Durante la competizione non sono stati migliorati record.

## Risultati

### Batterie
| Pos. | Batteria | Corsia | Atleta                   | Nazionalità | Tempo | Note |
| ---- | -------- | ------ | ------------------------ | ----------- | ----- | ---- |
| 1    | 6        | 2      | Robert Glință            | Romania     | 53"43 | Q    |
| 2    | 5        | 6      | Apostolos Christou       | Grecia      | 53"77 | Q    |
| 3    | 5        | 3      | Shane Ryan               | Irlanda     | 54"21 | Q    |
| 4    | 5        | 5      | Yakov Yan Toumarkin      | Israele     | 54"22 | Q    |
| 5    | 4        | 4      | Grigorij Tarasevič       | Russia      | 54"31 | Q    |
| 6    | 6        | 5      | Simone Sabbioni          | Italia      | 54"54 | Q    |
| 7    | 4        | 5      | Radosław Kawęcki         | Polonia     | 54"63 | Q    |
| 8    | 4        | 7      | Guy Barnea               | Israele     | 54"81 | Q    |
| 9    | 4        | 3      | Gabor Balog              | Ungheria    | 54"86 | Q    |
| 10   | 5        | 4      | Christoph Walker-Hebborn | Regno Unito | 54"94 | Q    |
| 11   | 6        | 4      | Camille Lacourt          | Francia     | 55"04 | Q    |
| 12   | 4        | 2      | Conor Ferguson           | Irlanda     | 55"06 | Q    |
| 13   | 4        | 6      | Tomasz Polewka           | Polonia     | 55"10 | Q    |
| 14   | 5        | 7      | David Gamburg            | Israele     | 55"14 |      |
| 14   | 6        | 3      | Christopher Ciccarese    | Italia      | 55"14 | Q    |
| 16   | 5        | 1      | Jonatan Kopelev          | Israele     | 55"15 |      |
| 17   | 6        | 6      | Nikita Ulyanov           | Russia      | 55"25 | Q    |
| 18   | 4        | 9      | David Foldhazi           | Ungheria    | 55"37 | Q    |
| 18   | 6        | 9      | Adam Telegdy             | Ungheria    | 55"37 |      |
| 20   | 5        | 9      | Tomas Franta             | Rep. Ceca   | 55"38 |      |
| 21   | 4        | 1      | Viktar Staselovich       | Bielorussia | 55"40 |      |
| 22   | 6        | 1      | Luke Greenbank           | Regno Unito | 55"45 |      |
| 23   | 6        | 7      | Benjamin Stasiulis       | Francia     | 55"52 |      |
| 24   | 3        | 6      | Mattias Carlsson         | Svezia      | 55"53 |      |
| 25   | 2        | 4      | Petter Fredriksson       | Svezia      | 55"76 |      |
| 26   | 5        | 0      | Anton Loncar             | Croazia     | 55"83 |      |
| 27   | 5        | 8      | Ralf Tribuntsov          | Estonia     | 55"92 |      |
| 28   | 4        | 0      | Marcin Tarczynski        | Polonia     | 56"02 |      |
| 29   | 2        | 5      | Marko Krce-Rabar         | Croazia     | 56"09 |      |
| 30   | 6        | 8      | Carl-Louis Schwarz       | Germania    | 56"16 |      |
| 31   | 3        | 5      | Gabriel Jose Lopes       | Portogallo  | 56"17 |      |
| 32   | 3        | 2      | Girts Feldbergs          | Lettonia    | 56"22 |      |
| 33   | 3        | 4      | Doruk Tekin              | Turchia     | 56"32 |      |
| 34   | 3        | 7      | Balazs Zambo             | Ungheria    | 56"39 |      |
| 35   | 3        | 3      | Kristian Komlenic        | Croazia     | 56"43 |      |
| 36   | 1        | 4      | Raphael Stacchiotti      | Lussemburgo | 56"49 |      |
| 37   | 3        | 8      | Ege Baser                | Turchia     | 56"60 |      |
| 38   | 2        | 7      | Baslakov Iakender        | Turchia     | 56"66 |      |
| 39   | 1        | 5      | Johann Luht              | Estonia     | 56"76 |      |
| 39   | 6        | 0      | Michail Kontizas         | Grecia      | 56"76 |      |
| 41   | 2        | 2      | Teo Kolonic              | Croazia     | 56"79 |      |
| 42   | 1        | 3      | Endri Vinter             | Estonia     | 56"80 |      |
| 43   | 3        | 9      | Axel Pettersson          | Svezia      | 56"85 |      |
| 44   | 3        | 0      | Daniel Cristian Martin   | Romania     | 56"91 |      |
| 45   | 4        | 8      | Joseph Hulme             | Regno Unito | 57"21 |      |
| 46   | 2        | 6      | Nils Van Audekerke       | Belgio      | 57"33 |      |
| 47   | 3        | 1      | Gytis Stankevicius       | Lituania    | 57"41 |      |
| 48   | 2        | 0      | Boris Kirillov           | Azerbaigian | 57"53 |      |
| 49   | 2        | 1      | Roman Dmytriyev          | Rep. Ceca   | 57"56 |      |
| 50   | 2        | 3      | Pavels Vincans           | Lettonia    | 58"17 |      |
| 51   | 2        | 8      | Andrei Gussev            | Estonia     | 58"25 |      |
| DNS  | 5        | 2      | Danas Rapšys             | Lituania    | -     | -    |

### Semifinali

#### Semifinale 1
| Pos. | Corsia | Atleta                   | Nazionalità | Tempo | Note |
| ---- | ------ | ------------------------ | ----------- | ----- | ---- |
| 1    | 4      | Apostolos Christou       | Grecia      | 53"36 | Q    |
| 2    | 3      | Simone Sabbioni          | Italia      | 53"86 | Q    |
| 3    | 5      | Yakov Yan Toumarkin      | Israele     | 54"18 | Q    |
| 4    | 2      | Christoph Walker-Hebborn | Regno Unito | 54"77 |      |
| 5    | 7      | Conor Ryan               | Irlanda     | 54"99 |      |
| 6    | 6      | Guy Barnea               | Israele     | 55"03 |      |
| 7    | 1      | Christopher Ciccarese    | Italia      | 55"06 |      |
| 8    | 8      | David Foldhazi           | Ungheria    | 55"35 |      |

#### Semifinale 2
| Pos. | Corsia | Atleta             | Nazionalità | Tempo | Note |
| ---- | ------ | ------------------ | ----------- | ----- | ---- |
| 1    | 3      | Grigorij Tarasevič | Russia      | 53"70 | Q    |
| 2    | 7      | Camille Lacourt    | Francia     | 54"09 | Q    |
| 3    | 4      | Robert Glință      | Romania     | 54"14 | Q    |
| 4    | 2      | Gabor Balog        | Ungheria    | 54"20 | Q    |
| 5    | 5      | Shane Ryan         | Irlanda     | 54"39 | Q    |
| 6    | 1      | Tomasz Polewka     | Polonia     | 54"43 |      |
| 7    | 8      | Nikita Ulyanov     | Russia      | 54"48 |      |
| 8    | 6      | Radosław Kawęcki   | Polonia     | 54"64 |      |

### Finale
| Pos. | Corsia | Atleta                             | Nazionalità     | Tempo | Note |
| ---- | ------ | ---------------------------------- | --------------- | ----- | ---- |
|      | 6      | Camille Lacourt                    | Francia         | 53"79 |      |
|      | 5      | Grigorij Tarasevič                 | Russia          | 53"89 |      |
|      | 3 4    | Simone Sabbioni Apostolos Christou | Italia Grecia   | 54"19 |      |
| 5    | 1      | Gabor Balog                        | Ungheria        | 54"35 |      |
| 6    | 2 7    | Robert Glință Yakov Yan Toumarkin  | Romania Israele | 54"36 |      |
| 8    | 8      | Shane Ryan                         | Irlanda         | 54"49 |      |